# Gözleme
Gözleme és una coca turca feta amb les fulles de massa "yufka" farcides amb çökelek, beyaz peynir (dues varietats de formatges turcs, generalment amb julivert picat), patates, espinacs o un altre ingredient. És un menjar de carrer, similar al calzone. Per a la cocció es fa servir una planxa especial anomenada "sac".

## Imatges

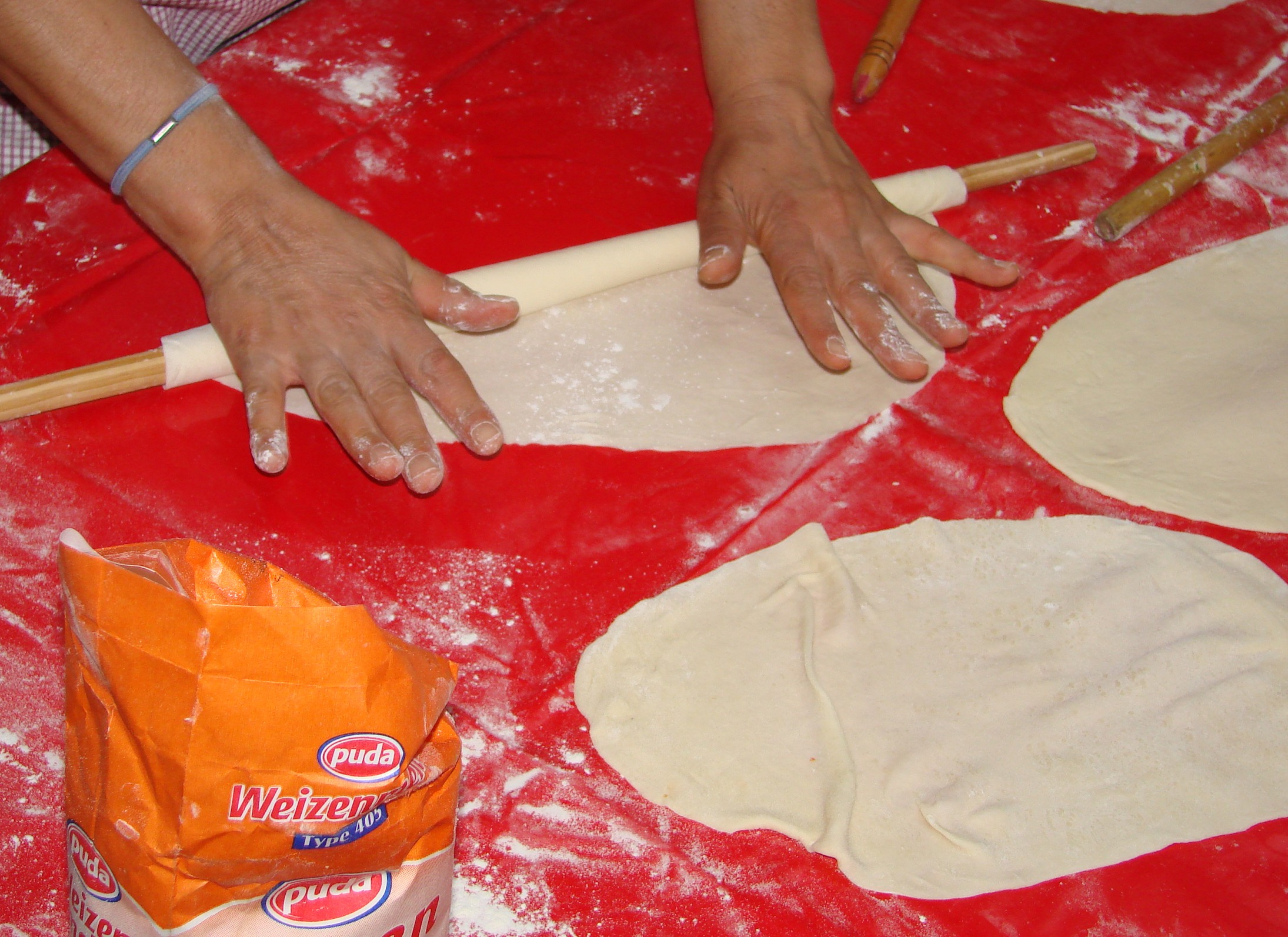
Fent la yufka del gözleme
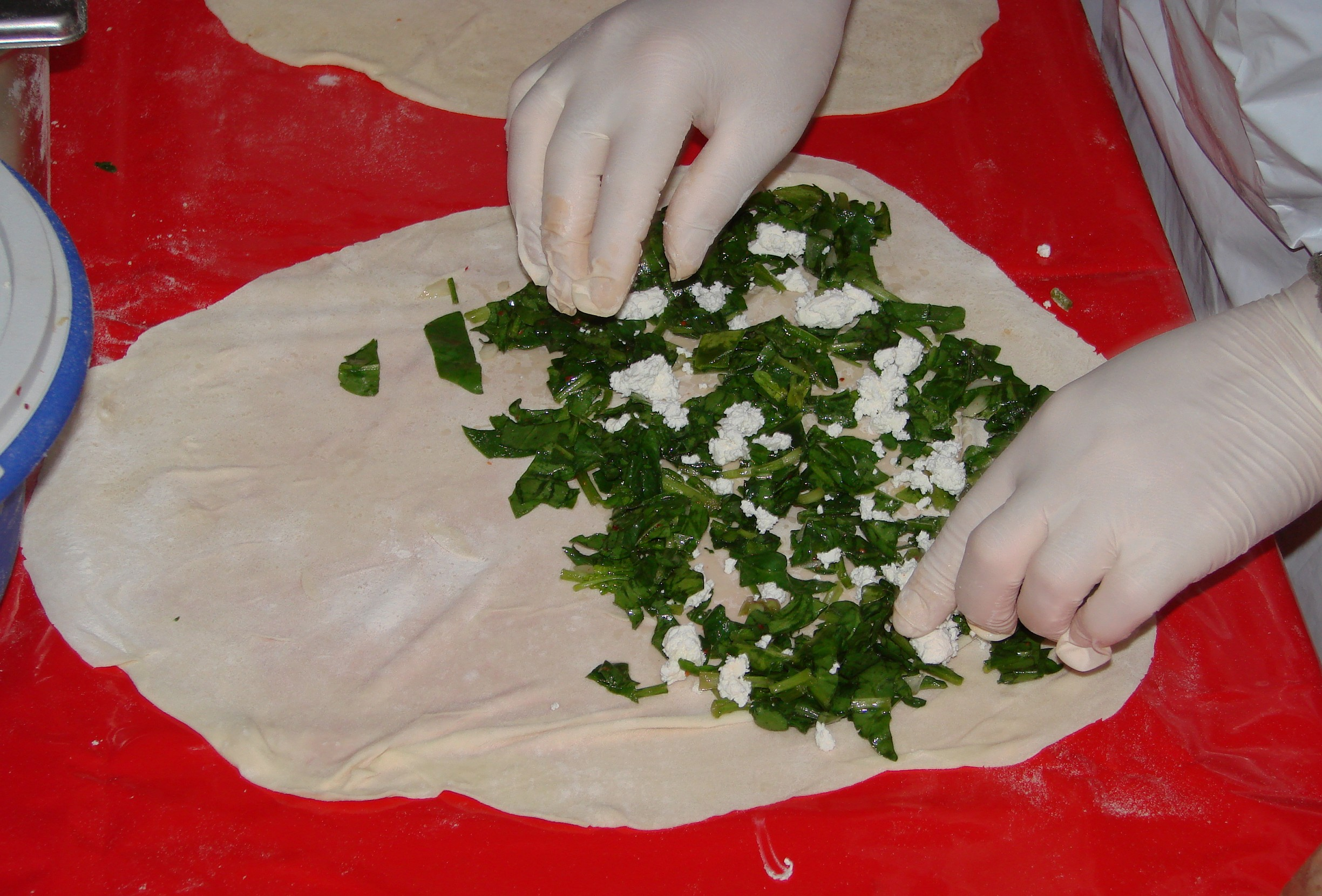
Farcida del gözleme
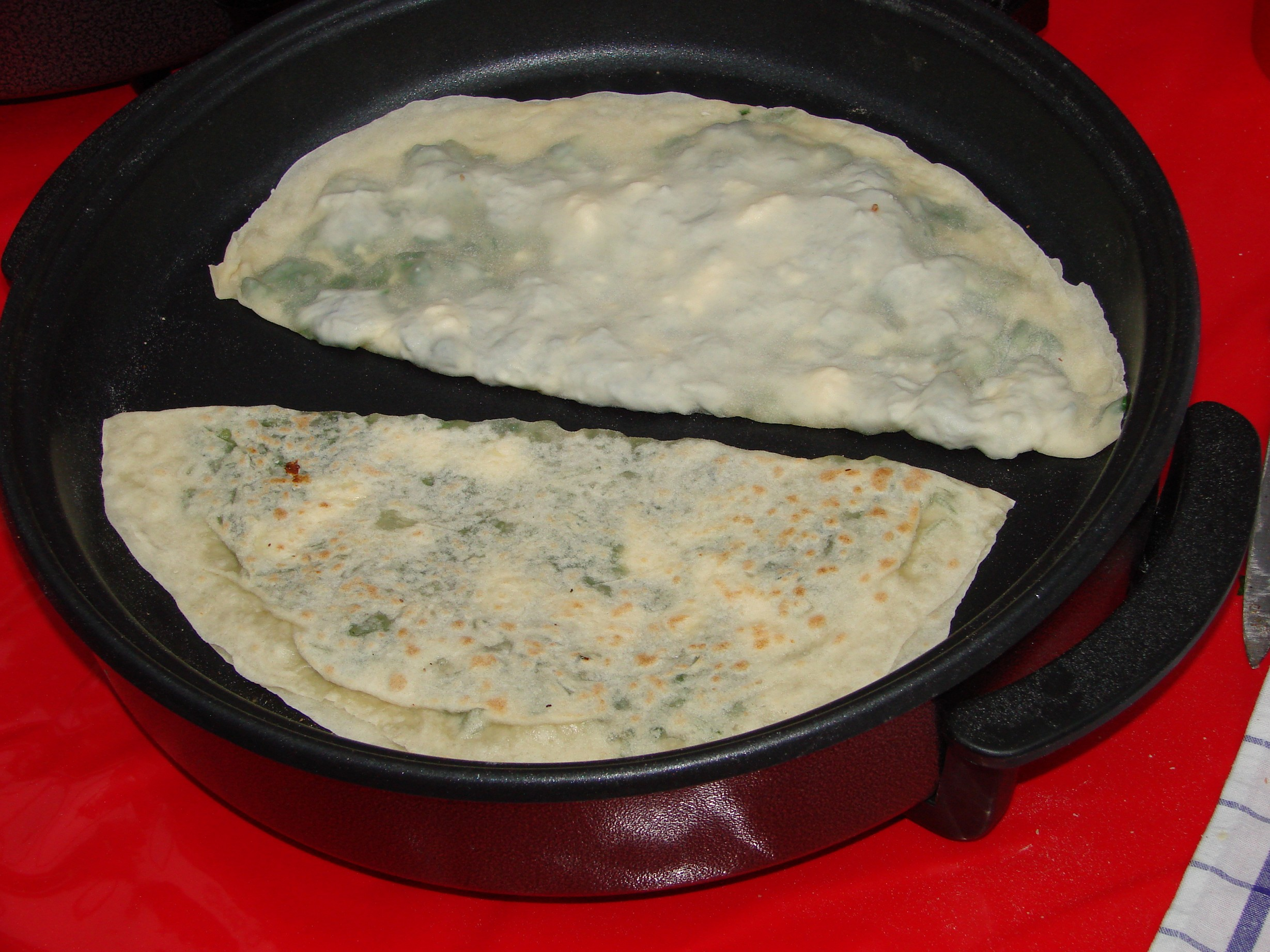
Cocció a la planxa del gözleme
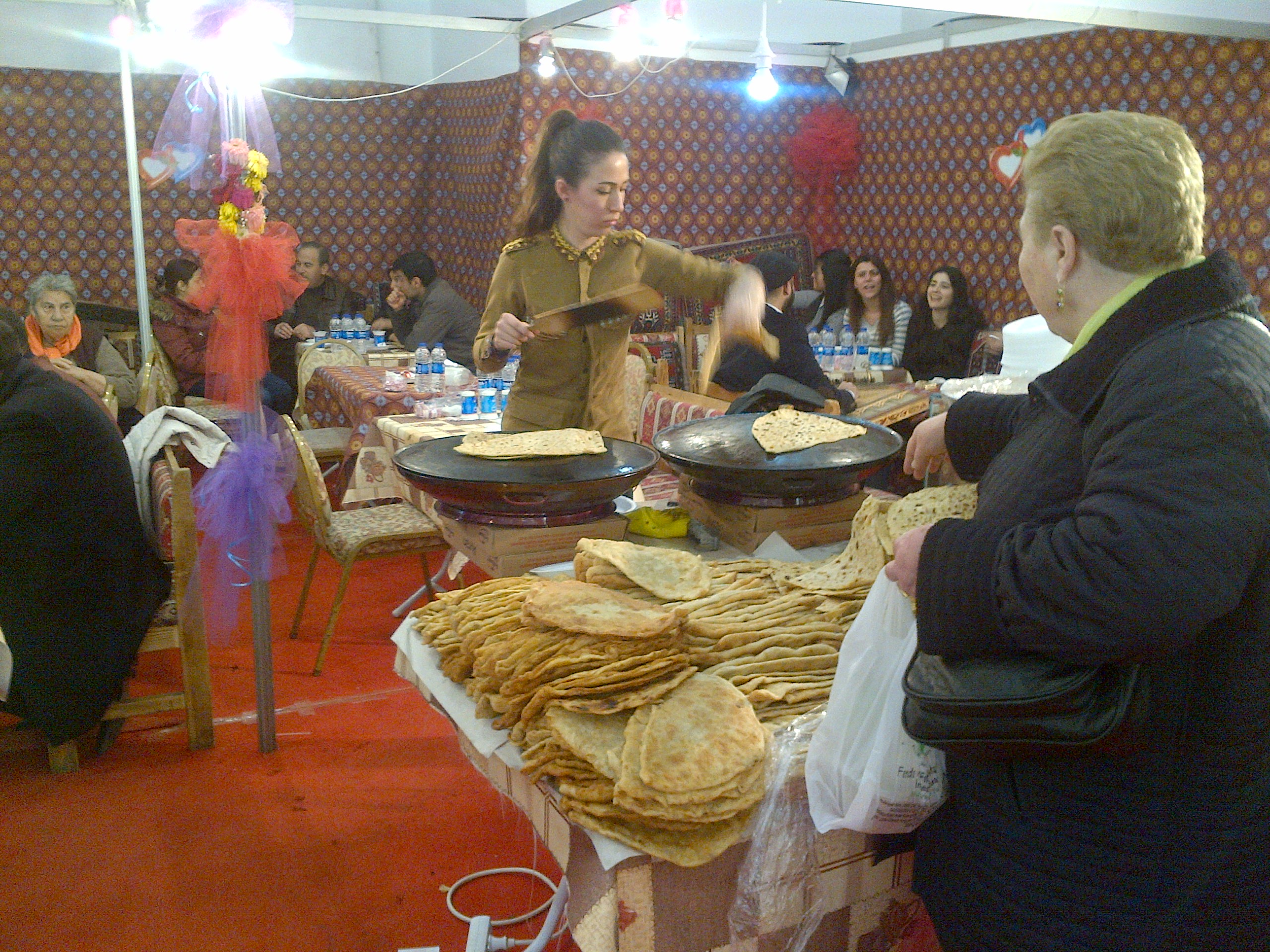
Comercialització i consum del gözleme